# IEEE Journal of Quantum Electronics
Das IEEE Journal of Quantum Electronics (abgekürzt IEEE J. Quantum Electron.) ist eine wissenschaftliche Fachzeitschrift, die Artikel nach einem Peer-Review-Verfahren veröffentlicht und zweimonatlich bei der IEEE Photonics Society erscheint.
Die Zeitschrift behandelt Themen mit Bezug zur Quantenelektronik und erschien erstmals 1965. Bis 2016 erfolgte die Veröffentlichung monatlich. Veröffentlicht werden Beiträge über Licht-Materie-Wechselwirkungen sowie aus den Bereichen Optoelektronik und Photonik. Auch Quanteninformation und Quantencomputing können thematisiert werden. Der Impact Factor der Zeitschrift lag 2024 bei 2,1. Chefredakteur ist John Dallesasse von der University of Illinois at Urbana-Champaign.